# Alfabet chorwacki
Alfabet chorwacki – zmodyfikowany alfabet łaciński, stworzony przez Ljudevita Gaja w pierwszej połowie XIX wieku, służący do zapisywania języka serbsko-chorwackiego. 
Alfabet ten składa się z 30 liter, z których 3 są dwuznakami, ale każdej literze zawsze odpowiada jeden znak z cyrylicy serbskiej, która równolegle funkcjonuje w standardach serbskim, bośniackim i czarnogórskim.
| A a | B b | C c | Č č | Ć ć | D d | Dž dž | Đ đ | E e | F f   |  |  |  |  |  |
| G g | H h | I i | J j | K k | L l | Lj lj | M m | N n | Nj nj |  |  |  |  |  |
| O o | P p | R r | S s | Š š | T t | U u   | V v | Z z | Ž ž   |  |  |  |  |  |